# Gare de Saint-Jores
La gare de Saint-Jores était une gare ferroviaire française de la ligne de Carentan à Carteret, sur le territoire de la commune de Saint-Jores, dans le département de la Manche en région Normandie.

## Situation ferroviaire
Établie à 36 m d'altitude, la gare de Saint-Jores était située au point kilométrique (PK) 326,355 de la ligne de Carentan à Carteret, entre la gare de Baupte et la halte de Lithaire. 

## Histoire
Les premiers plans de la station de Saint-Jores sont remis au préfet de la Manche le 18 août 1875 par la Compagnie Riche.
Après la faillite de la Compagnie Riche, c'est la Compagnie des chemins de fer de l'Ouest qui met en service la gare de Saint-Jores le 8 juillet 1894, le même jour que totalité de la ligne de Carentan à Carteret avec l'ouverture à l'exploitation de la section de Carentan à La Haye-du-Puits.
Le service voyageurs est transféré en service routier le 26 septembre 1971 par la Société nationale des chemins de fer français (SNCF). Le déclassement de la ligne est publié au Journal Officiel le 10 avril 1996.